# John Mary
John Mary Honi Uzuegbunam (Nnobi, 9 marzo 1993) è un calciatore camerunese, attaccante del Novi Pazar.

## Carriera

### Club
Mary inizia la sua carriera in patria, nelle file dell'Union Douala: con il club biancoverde gioca per tre stagioni nel massimo campionato camerunese. Il 28 marzo 2012 si trasferisce al Buriram Utd a titolo definitivo; nella sua prima esperienza thailandese totalizza soltanto tre presenze in campionato e una rete. Nell'estate dello stesso anno viene ceduto al Bangkok Christian College, prima di passare al Krabi, militante in Thai League 2. Con 10 reti in 26 incontri si conferma come miglior marcatore stagionale della squadra nonostante un'annata difficile, nella quale il club thailandese termina il campionato con un deludente nono posto.
L'anno seguente viene ceduto in prestito al Prachuap, militante nella quarta serie thailandese. Qui l'attaccante camerunese disputa una delle sue migliori stagioni a livello realizzativo, dato il basso livello del campionato: in 16 incontri disputati mette a referto ben 21 reti. A fine stagione il club conclude al primo posto, centrando di fatto l'obiettivo promozione.
Rientrato dal prestito, il 24 gennaio 2015 viene ceduto a titolo definitivo al Vojvodina. Tuttavia la sua prima esperienza europea non è fortunata: con il club serbo colleziona soltanto due presenze, entrambe da subentrato: la prima in campionato contro il Mladost Lučani e la seconda in coppa nazionale contro il Kolubara.
Dato lo scarso minutaggio concessogli, nel luglio 2016 viene ceduto al Rudar Velenje. Debutta con il club sloveno due settimane dopo, decidendo con una doppietta nei minuti finali la sfida contro il Koper (2-0), valida per la terza giornata di campionato. Durante tutta la stagione Mary si conferma migliore attaccante del campionato: oltre a quella appena menzionata contro il Koper l'attaccante camerunese mette a segno altre tre doppiette (contro Aluminij, nuovamente Koper al ritorno, e Olimpia Lubiana), e una tripletta in soli 4 minuti sul campo del Radomlje (1-5). L'ultima rete della sua stagione risulta essere la più importante: grazie al pareggio esterno ottenuto contro il Celje (1-1) il Rudar è matematicamente salvo con una giornata di anticipo. Con 17 reti in 30 incontri disputati si laurea capocannoniere del campionato, precedendo di una rete il suo compagno di reparto Dominik Glavina.
Nella stagione successiva continua ad essere il maggior riferimento in attacco del Rudar: nella prima parte di stagione mette a segno 9 reti in 16 presenze. L'ottima media realizzativa dell'attaccante camerunese non passa però inosservata; sebbene nel novembre 2017 il club sloveno avesse trovato l'accordo con il calciatore per il rinnovo del contratto, nel mese di gennaio si trova costretto a cederlo, a causa dell'arrivo di una ricca offerta da parte del Meizhou Kejia, club cinese militante in China League One. Lascia il club sloveno il 15 gennaio 2018, dopo aver collezionato 27 reti (di cui una in coppa nazionale) in 51 presenze totali (5 in coppa).
Debutta con il club cinese il 10 marzo, nel match di campionato contro lo Shijiazhuang Ever Bright, perso 2-1 e nel quale realizza la rete del momentaneo 0-1. Fin da subito è titolare inamovibile: su 30 incontri complessivi di campionato ne disputa 28, mettendo a segno ben 24 reti (tra cui una tripletta contro il Qingdao Huanghai), che gli valgono il titolo di capocannoniere. Nella stagione successiva il suo rendimento continua ad essere di alto livello: nei primi 15 incontri disputati di campionato sono 12 le marcature da lui realizzate.
Il 2 luglio 2019 si trasferisce quindi allo Shenzhen, club di Chinese Super League, per 4,5 milioni di euro. Conclude la sua esperienza al Meizhou Hakka con 43 presenze complessive e 36 reti.
Debutta con la nuova maglia cinque giorni dopo, segnando al 94' la rete del definitivo 1-1 sul campo dell'Hebei CFFC. La settimana seguente mette poi a segno la sua prima doppietta in massima serie cinese sul campo del Tianjin Tianhai (2-2).

### Nazionale
Dopo aver giocato nella nazionale Under-20, nel 2021 ha esordito in nazionale maggiore.

## Palmarès

### Individuale
- Capocannoniere del campionato sloveno: 1

2016-2017 (17 gol)
- Capocannoniere della China League One: 1

2018 (24 gol)